# 푸른거탑 제로
《푸른거탑 제로》는 2013년 9월 11일부터 2013년 11월 20일까지 대한민국의 tvN에서 방영된 군디컬 드라마로 푸른거탑의 말년병장의 훈련병 시절을 그린 프리퀄이자 시즌 2에 해당하는 작품이다.

## 기획 의도
푸른거탑 제로는 국내 유일의 군 시츄에이션 드라마이다.
대한민국 남자라면 누구나 가지고 있는 군 생활에 대한 추억을 하얀거탑같은 느낌을 주는 시트콤으로 포장해 남성에게는 군 생활에 대한 공감을, 여성에게는 말로만 들었던 군대의 일상을 보여주고 있다.

## 출연자

### 주요인물
- 최종훈 : 44번 훈련병 최종훈 / 최종훈 병장(11화) 역

플롯을 전공한 음대생 출신의 훈련병이다. 겁이 많고 소심한 성격의 소유자
- 이준혁 : 42번 훈련병 이준혁 역

최고령 훈련병으로 천성이 가볍고 열외정신이 투철할 정도로 잔머리의 귀재이다.
- 윤진영 : 43번 훈련병 윤진영 역 (시즌1에서는 단역으로 등장)

자칭 조직폭력배 출신으로 입만 살아있는 허세 짱이다.
- 김동현 : 45번 훈련병 김동현 역

작은 일에도 쉽게 상처받거나 울고 낙오를 자주하는 1급 관심병사이다.
- 이영훈 : 46번 훈련병 이영훈 역

명문대 출신의 모범생으로 항상 의욕은 멈치지만 생각만큼 몸이 따라주지 않아 민폐만 끼치는 허당이다.
- 파스칼 디오르 : 47번 훈련병 손담비 역

독일에서 온 교포 2세로 낯선 한국문화에 적응하지 못한다.
- 장지우 : 조교(분대장) 장지우 상병 역

로보캅, 터미네이터로 불리는 군인정신으로 똘똘 뭉친 저승사자 조교이다.
- 송영재 : 소대장 송영재(후기에는 김봉남) 중사 역 (시즌1인 푸른 거탑에서는 행정보급관 역)

78년생으로 최강 노안을 자랑하는 소대장으로 잔소리의 신이라 불린다.
- 이장훈 : 중대장 이장운 대위 역 (시즌1인 푸른 거탑의 대대장 이장훈 중령의 쌍둥이 동생 역할)

엘리트 의식에 가득 차있는 오버의 제왕이다.
- 박완규 : 짬아저씨 역

군대의 짬밥을 수거해가는 돼지 농장을 운영하는 사장님으로 음악과 시를 사랑한다.
- 김사희 : 미녀 군의관 역

### 특별출연
- 박철민 : 김동현의 아버지 역
- 송광원 : 송광원 이병 역
- 이용주 : 이용주 이병 역
- 정진욱 : 정진욱 일병 역
- 김민찬 : 김호창 상병 역
- 김재우 : 김재우 분대장 역
- 김필수
- 송재희 : 송재희 역
- 크레용팝
- 고인배 : 사단장 역
- 이정수 : 2소대 훈련병 역
- 이정은 : 종훈 엄마 역
- 신담수 : 306 보충대 구대장 나희승 병장(1화), 방송국 PD(10화), 군의관(3화, 11화) 역
- 김명훈 : 대대장 역
- 최성재
- 김동준
- 오의식
- 백영광 : 건강소대 병사 역

## 에피소드 목록
| 회차 | 방송일           | 에피소드                                                                                          |
| ---- | ---------------- | ------------------------------------------------------------------------------------------------- |
| 1    | 2013년 9월 11일  | - 푸른거탑 제로 ep.1 살려줘 - 푸른거탑 제로 ep.2 엄마 없는 하늘아래                               |
| 2    | 2013년 9월 18일  | - 푸른거탑 제로 ep.3 그놈 목소리 - 푸른거탑 제로 ep.4 꽃보다 전우조                               |
| 3    | 2013년 9월 25일  | - 푸른거탑 제로 ep.5 배식조 전성시대 - 푸른거탑 제로 ep.6 종교 활동 로망스                        |
| 4    | 2013년 10월 2일  | - 푸른거탑 제로 ep.7 금쪽같은 내 탄피! - 푸른거탑 제로 ep.8 작전명 아폴로!                        |
| 5    | 2013년 10월 9일  | - 푸른거탑 제로 ep.9 키키의 저주 - 푸른거탑 제로 ep.10 아버지의 이름으로                          |
| 6    | 2013년 10월 16일 | - 푸른거탑 제로 ep.11 비만소대 빠빠빠 - 푸른거탑 제로 ep.12 세상에서 가장 아름다운 편지           |
| 7    | 2013년 10월 23일 | - 푸른거탑 제로 ep.13 히어로! - 푸른거탑 제로 ep.14 하늘에서 음식이 내린다면                      |
| 8    | 2013년 10월 30일 | - 푸른거탑 제로 ep.15 웃으면 죽는다 - 푸른거탑 제로 ep.16 죽음의 화생방                           |
| 9    | 2013년 11월 6일  | - 푸른거탑 제로 ep.17 흡연 그 씁쓸함에 대하여 - 푸른거탑 제로 ep.18 세상에서 가장 추한 고백       |
| 10   | 2013년 11월 13일 | - 푸른거탑 제로 ep.19 철모를 쓰려는 자, 그 무게를 견뎌라-각개전투자들! - 푸른거탑 제로 ep.20 마더 |
| 11   | 2013년 11월 20일 | - 푸른거탑 제로 ep.21 굿바이                                                                      |

## 시청률
- 미디어 리서치

| 회차        | 방송 일자        | AGB 닐슨 시청률 (전국) |
| ----------- | ---------------- | ---------------------- |
| 1           | 2013년 9월 11일  | 1.643%                 |
| 2           | 2013년 9월 18일  | 0.704%                 |
| 3           | 2013년 9월 25일  | 0.959%                 |
| 4           | 2013년 10월 2일  | 1.173%                 |
| 5           | 2013년 10월 9일  | 0.893%                 |
| 6           | 2013년 10월 16일 | 0.783%                 |
| 7           | 2013년 10월 23일 | 0.662%                 |
| 8           | 2013년 10월 30일 | 0.757%                 |
| 9           | 2013년 11월 6일  | 0.557%                 |
| 10          | 2013년 11월 13일 | 0.777%                 |
| 11          | 2013년 11월 20일 | 0.433%                 |
| 평균 시청률 | 평균 시청률      | 0.849%                 |

## 같이 보기
- 푸른거탑
- 환상거탑
- 푸른거탑 리턴즈
- 황금거탑